# Sinnuara
Sinnuara (łac. Dioecesis Sinnuaritanus) – stolica historycznej diecezji w Cesarstwie Rzymskim, w prowincji Afryka Prokonsularna, sufragania metropolii Kartagina. Obecnie katolickie biskupstwo tytularne położone w Tunezji.

## Biskupi
| Lp. | Biskup                           | Funkcja                                    | Od                   | Do                   |
| --- | -------------------------------- | ------------------------------------------ | -------------------- | -------------------- |
| 1.  | Julio Xavier Labayen OCD         | prałat terytorialny Infanta (Filipiny)     | 26 lipca 1966        | 18 grudnia 1978      |
| 2.  | Peter Kurongku                   | biskup pomocniczy Honiara (Wyspy Salomona) | 15 listopada 1978    | 3 października 1981  |
| 3.  | Patras Yusaf                     | biskup pomocniczy Multan (Pakistan)        | 19 października 1981 | 20 października 1984 |
| 4.  | Felipe González González OFMCap. | wikariusz apostolski Tucupita (Wenezuela)  | 25 listopada 1985    |                      |